# Antoine François Prévost
Antoine François, abate Prévost d'Exile (cunoscut ca abatele Prévost, n. 1 aprilie 1697 – d. 23 decembrie 1763) a fost prozator francez, unul din precursorii romanului francez modern.

## Opere
- 1728 - 1731: Memoriile și aventurile unui om de calitate care s-a retras din lume ("Mémoires et aventures d’un homme de qualité qui s’est retiré du monde")
- 1731: Povestea cavalerului Des Grieux și a lui Manon Lescaut ("Histoire du Chevalier des Grieux et de Manon Lescaut")
- 1731 - 1739: Povestea domnului Cleveland ("Histoire de Monsieur Cleveland")
- 1735 - 1740: Pastorul din Killerine ("Le doyen de Killerine")
- 1746 - 1759: Istoria generală a călătoriilor ("Histoire générale des voyages")
- 1760 - 1764: Lumea morală ("Le monde moral")

## Traduceri române
În limba română, probabil prima traducere din opera abatelui Prévost a fost făcută de Alecu Beldiman, care a tradus la începutul secolului al XIX-lea Istoria cavalerului de Grié și a iubitei sale Manon Lesco (care s-a păstrat în copia lui C. Borș din 1815 în manuscrisul nr. 193 al Bibliotecii Academiei Române și într-o copie ulterioară, din 1837). Cartea avea să vadă lumina tiparului însă abia în 1857, în traducerea lui Ștefan Băjescu, intitulată Istoria Manoni-Lesco și a cavalerului de Grio.